# Rotation hyperbolique
Ne doit pas être confondu avec Déplacement hyperbolique.
En mathématiques, une rotation hyperbolique est une application linéaire du plan euclidien qui laisse globalement invariantes des hyperboles ayant les mêmes asymptotes. 
Par une telle fonction, l'image d'une droite est une autre droite, dans le même quart de plan entre les asymptotes, ce qui donne l'impression qu'il y a eu une rotation de l'une à l'autre.
Les fonctions hyperboliques en permettent une expression élégante, et la plus utilisée.
Du fait qu'en relativité restreinte lors d'un changement de référentiel inertiel, des hyperboles doivent rester invariantes dans l'espace de Minkowski, on peut utiliser les rotations hyperboliques dans l'expression des transformations de Lorentz.

## Expressions

### Cas où les axes sont les asymptotes

Les points initiaux sont alignés sur la droite d'équation y = x, leurs images par Ra le sont sur la droite d'équation y = a x

Dans le cas d'un repère dont les axes sont les asymptotes des hyperboles considérées, l'équation d'une telle hyperbole est xy = q, et une rotation hyperbolique est une transformation linéaire du plan {\displaystyle R_{a}:(x;y)\longmapsto \left({\frac {x}{a}};a.y\right)}, avec {\displaystyle a\in \mathbb {R} ^{\star }}.
L'ensemble de ces rotations hyperboliques, avec la loi de composition est {\displaystyle R_{a}\circ R_{b}=R_{a.b}} et R1 = Id, forme un groupe commutatif homéomorphe à {\displaystyle \left(\mathbb {R} ^{\star };\times \right)}. Comme pour toute application linéaire, l'image d'une droite est une droite, et l'image de points sur une droite placés à intervalles réguliers est un ensemble de points sur une droite et placés à intervalles réguliers. Les sous-espaces vectoriels invariants par Ra sont les asymptotes (qui sont ici les axes).

L'expression matricielle de Ra est {\displaystyle {\begin{pmatrix}{\frac {1}{a}}&0\\0&a\end{pmatrix}}} ; comme son déterminant est égal à 1, une figure géométrique transformée par une rotation hyperbolique ne change pas d'aire.

### Cas où l'axe focal est l'axe principal du repère

Les points initiaux sont alignés sur la droite d'équation y = 0, leurs images le sont sur la droite d'équation y = tanh(α) x

Dans un repère orthonormé, cela signifie que ces hyperboles sont les images des hyperboles dont les asymptotes sont les axes, par une rotation d'angle –π/4, ce qui leur donne pour équation x2 – y2 = k. En utilisant cette rotation, on obtient que les rotations hyperboliques ont pour écriture matricielle 
{\displaystyle {\begin{pmatrix}C&-S\\-S&C\end{pmatrix}},\ {\textrm {avec}}\ C={\frac {a+{\frac {1}{a}}}{2}}\ {\textrm {et}}\ S={\frac {a-{\frac {1}{a}}}{2}}}.
Pour a > 0, et en posant {\displaystyle \alpha =\ln(a)\in \mathbb {R} }, on obtient a = eα, C = cosh(α) et S = sinh(α), les fonctions hyperboliques habituelles.

## Utilisation en relativité restreinte

En relativité restreinte, l'intervalle d'espace-temps entre deux événements quelconques est invariant par changement de référentiel inertiel. Donc, pour se ramener à deux dimensions, les changements de coordonnées {\displaystyle (ct;x)\longmapsto (ct';x')}, dus à un changement de référentiel, doivent laisser invariantes les quantités (Δct)2 – (Δx)2. Ainsi, en deux dimensions, les transformations de Lorentz sont des rotations hyperboliques pour des hyperboles dont l'axe focal est l'axe du temps ct. Par ces transformations, les hyperboles et leurs asymptotes (qui forment le bord du cône de lumière) restent globalement invariantes, les axes de coordonnées du référentiel changent de directions (et de longueur unité) : on peut parler d'une rotation de ces axes dans l'espace-temps de Minkowski, avec dilatation du temps et contraction des longueurs, ainsi que concevoir les diagrammes de Minkowski.